# École centrale polytechnique privée de Tunis
L’École polytechnique centrale privée de Tunis ou Polytech Centrale est une école de l'enseignement supérieur tunisien dans le domaine de la technologie et de l'informatique. Elle est issue d'une réorganisation de l'Université centrale.
Ayant le statut d'établissement privé d'enseignement et de recherche, elle est placée sous la tutelle du ministère de l'Enseignement supérieur et de la Recherche scientifique.
Les élèves peuvent obtenir des diplômes de technicien supérieur ou d'ingénieur. L'établissement a signé des partenariats avec des grandes entreprises, telles que Cisco Systems,, afin de permettre aux étudiants d'obtenir des certificats reconnues par les professionnels qui complètent les compétences acquises à travers le cursus et augmentent le taux d'intégration dans le monde professionnel.

## Mission
L'école assure la formation pour les licences fondamentales et appliquées, le cycle préparatoire et le cycle d'études d'ingénieurs. Outre ces formations, l'école assure également la formation des doctorants et d'élèves en masters de recherche ou professionnels.
Une formation continue ou qualifiante est aussi organisée au profit des cadres d'entreprises à fin d'actualisation de leurs connaissances dans le domaine de la technologie. 

## Diplômes
L'école est habilitée par le ministère à délivrer les diplômes pour les licences fondamentales et appliquées, pour le titre de l'ingénierie et pour le master :
| - Cycle préparatoire : - Filière MP (Maths – Physique) ; - Filière PC (Physique – Chimie) ; - Études d'ingénieurs : - Ingénierie informatique ; - Ingénierie des télécommunications ; - Ingénierie des affaires ; - Ingénierie industrielle ; - Ingénierie électrique ; - Ingénierie civile ; - Ingénierie électromécanique ; | - Licences appliquées : - Ingénierie informatique ; - Ingénierie électrique ; - Ingénierie mécanique ; - Ingénierie civile ; - Licences fondamentales : - Ingénierie informatique ; - Master de recherche : - Ingénierie de l'information et ingénierie des bases de données ; - Masters professionnels : - Sécurité système et des réseaux ; - Génie des systèmes d'information en santé. |